# 西氏平背䲁
西氏平背䲁（學名：Stathmonotus sinuscalifornici），為條鰭魚綱䲁形目煙管䲁科平背䲁屬的一個種，分布於中東太平洋加利福尼亞灣海域，深度0至5公尺，本魚細長，頭短而鈍，嘴大而斜，前鰓蓋骨的後緣被皮膚覆蓋，眼睛上方有觸鬚，前鼻孔和頸背無觸鬚，背鰭軟條40-46枚、臀鰭硬棘2枚、臀鰭軟條22-26枚，體色變化很大，從白色、綠色、黃色、棕色或黑色，背鰭上通常帶有一系列白色條紋，體色若為綠色或黃色個體，側面通常有一排或多排縱向黑點，體長可達6.5公分，棲息在有海草生長的岩礁，以浮游動物為食，雌魚產附著性卵，雄魚會守護卵，生活習性不明。